# Dani Tortolero
Daniel Tortolero Núñez, noto come Dani Tortolero (Esplugues de Llobregat, 6 settembre 1981), è un ex calciatore spagnolo, di ruolo difensore.

## Carriera

### Club
Cresciuto nel vivaio del Barcellona, ha militato per quasi 5 anni nelle giovanili del club. Nonostante le buone e continue prestazioni con la squadra B, Tortolero non ha mai trovato spazio in prima squadra, nonostante alcune convocazioni maturate negli anni. Ceduto all'Elche nel mercato estivo del 2003, per le successive quattro stagioni ha militato in quattro differenti club spagnoli, giocando sempre in Segunda División.
Ritornato al Gimnastic, club che lo aveva già acquistato nel 2004, trova continuità senza però sbocciare definitivamente. trasferitosi poi al Girona ed, in seguito, al Sabadell, abbandonerà per la prima volta la terra natale per aggregarsi ai ciprioti del Doxa Katōkopias.

### Nazionale
A livello di  nazionale Dani ha ricoperto ruolo da difensore per l'Under-16, l'Under-17, con cui ha anche vinto una Meridian Cup nel '99, l'Under-18, l'Under-20,  l'Under-21. È stato convocato diverse volte dalla nazionale maggiore senza scendere mai in campo.